# Michael Steinlauf
Michael C. Steinlauf (* 19. Februar 1947 in Paris) ist Professor im Ruhestand für jüdische Geschichte und Kultur am jüdischen Gratz College in Philadelphia, USA. Er wurde kurz nach Ende des Zweiten Weltkriegs als Sohn von Überlebenden des Holocausts in Frankreich geboren und wuchs in Brooklyn, New York, auf. Er machte seinen Master-Abschluss in Englisch und vergleichender Literaturwissenschaft an der Columbia University und promovierte in Judaistik an der Brandeis University.
Steinlauf ist der Verfasser von Bondage to the Dead: Poland and the Memory of the Holocaust (1997), worin er die Auswirkungen des Holocaust auf das Nachkriegspolen untersucht. Er ist Mitherausgeber von Band 16 von Polin: Studium der polnischen Juden (2003), der sich der jüdischen Volkskultur in Polen in Vergangenheit und Gegenwart widmet, und Autor mehrerer Artikel zur jüdischen Geschichte und Kultur Osteuropas, besonders Polens. Steinlauf ist Mitglied der Redaktionsleitung der YIVO Encyclopedia of Jewish Life in Eastern Europe und war als Senior Consultant für das geplante Museum der Geschichte der polnischen Juden in Warschau tätig, das am 28. Oktober 2014 feierlich eröffnet wurde.

## Publikationen
- Michael C. Steinlauf: Bondage to the dead: Poland and the memory of the Holocaust. Syracuse University Press, Syracus New York 1997, ISBN 0-8156-0403-3 Online (englisch.) Abgerufen: 15. Dezember 2009
- Michael C. Steinlauf; Antony Polonsky (Hrsg.): Polin: Studies in Polish Jewry, Volume 16: Jewish Popular Culture and Its Afterlife. Littman Library of Jewish Civilization, 2003, (englisch) ISBN 1-874774-73-0
- Michael C. Steinlauf: Theater: Yiddish Theater. (PDF; 351 kB) In: The YIVO Encyclopedia of Jews in Eastern Europe (englisch.) Abgerufen: 7. Januar 2010
- Janicka, Elżbieta and Steinlauf, Michael. This Was Not America: A Wrangle Through Jewish-Polish-American History, Boston, USA: Academic Studies Press, 2022.